# Kung Hui av Zhou
Kung Hui av Zhou, var en kinesisk monark. Han var kung av Zhoudynastin 676–652 f.Kr.